# Istmul Suez
Istmul Suez este o porțiune îngustă de pământ aflată între Egipt și peninsula Sinai.
Face legătura între Africa și peninsula Arabică.
Canalul Suez a fost săpat în acestă fâsie de pământ pentru a ușura navigația marină.